# Maciço do Monte Rosa
O Maciço do Monte Rosa (em francês:  Mont Rose) é um maciço montanhoso, que faz parte dos Alpes Peninos, localizado de um lado e doutro da fronteira Itália-Suíça, no Vale de Aosta na Itália e no cantão do Valais na Suíça.
O Monte Rosa é o segundo mais alto maciço depois do Maciço do Monte Branco. O seu ponto culminante encontra-se no Pico Dufour a 4 633 m o que o faz o mais alto da Suíça, e faz parte dos cumes dos Alpes com mais de 4000 m.

## Toponímia
O nome Rose, em italiano e francês, não tem nada a ver com uma possível coloração ao pôr de Sol, mas sim do patoá Valdôtain - uma variedade da língua franco-provençal falado na região do Vale de Aosta - rouésa ou rouja que significa "glaciar", e deriva do termo latino, rosia.

Monte Rosa em italiano e Gletscher ou Glescher, littéralement "montagne glacée" ou "glacier" .

## Picos do Monte Rosa
O Monte Rosa comporta diversos picos distintos, todos com mais de 4000 m - :
1. Pico Dufour (Dufourspitze), 4634 m
2. Ostspitze, 4632 m
3. Grenzgipfel, 4618 m
4. Nordend, 4609 m
5. Pico Zumsteins (Zumsteinspitze), 4563 m
6. Pico Gnifetti (Signalkuppe), 4554 m
7. Pico Parrot (Parrotspitze), 4432 m
8. Pico Ludwigs (Ludwigshöhe), 4341 m
9. Corno Preto (Schwarzhorn), 4322 m
10. Pirâmide Vincent, 4215 m
11. Corno Balmen (Balmenhorn), 4167 m
12. Pico Giordani, 4046 m

## Vales
Sete vales na Suíça e na Itália rodeiam o Monte Rosa:
- Três no Vale de Aosta :
  - Valtournanche (station de Breuil-Cervinia),
  - Vale de Ayas
  - Vale do Lys
- Dois no Piemonte  :
  - Valsesia
  - Vale de Anzasca
- Dois no Valais :
  - Vale de Saas Fee
  - Vale de Zermatt

## Imagens externas
- «Fotos do lado italiano do Monte Rosa» (em italiano)
- «Fotos do Monte Rosa do lado suíço» (em francês)
- «C2C; Imagens» (em francês)